# カストロリーベロ
カストロリーベロ（イタリア語: Castrolibero）は、イタリア共和国カラブリア州コゼンツァ県にある、人口約9,800人の基礎自治体（コムーネ）。

## 地理

### 位置・広がり

#### 隣接コムーネ
隣接するコムーネは以下の通り。
- チェリザーノ
- コゼンツァ
- マラーノ・マルケザート
- マラーノ・プリンチパート
- メンディチーノ
- レンデ

## 行政

### 分離集落
カストロリーベロには、以下の分離集落（フラツィオーネ）がある。
- Andreotta, Serra Miceli, Santa Lucia, Ortomatera, Rusoli, Garofalo, Fontanesi, Motta, Marchesato, Cavalcanti, Atera, Leandro, Barbaro, Crocevia, Palombelle, Fontana che Piove